# Половецкая волость
Половецкая волость — административно-территориальная единица Переславского уезда Владимирской губернии. Волостной центр — село Половецкое. Ныне территория Переславского района Ярославской области России.

## География
Волость — в северной части уезда по границе с Ростовским на водоразделе двух
Нерлей (р. Сольбы и Клязьменской Нерли). Площадь около 215 кв. вёрст [245 кв. км].
Почвы скудные — большею частию подзолистые суглино-супеси. Значительная часть волости покрыта лесом и болотами:43.

## История
Половецкое волостное правление образовано в 1881 г. в связи с изменением административно-территориального деления Переславского уезда: из Андреевской волости была образована Половецкая.
Село Половецкое известно с XVI в. как вотчина Переславского Никитского монастыря:43.

## Состав волости
К 1922 году находилось 13 селений, из них сёл всего три: Половецкое,
Алферьево и Лыченцы:43.
По состоянию на 1905 год входили 12 населённых пунктов
- Акалово[4] (ныне Акулово)
- Алферьево
- Андреевское
- Ботогово (Поляны)
- Жунеево[4] — опечатка? = Жупеево
- Колган
- Лыченцы
- Пески
- Половецкое — волостной центр
- Рыково
- Скоморохово
- Студенец
- Ченцы

## Население
Населения 3 319 человек, в том числе 1 430 мужчин и 1 889 женщин, плотность самая
низкая для всего уезда, именно 15 человек на 1 кв. версту [13 на кв. км].:43

## Инфраструктура
По данным на 1922 год население живёт главным образом скотоводством
и промыслами, связанными с лесом или отхожими. В волости имеются заведения: дегтярные, овчинные, маслобойные и другие:43.